# Frøken Sverige
Frøken Sverige er en svensk dramafilm fra 2004 skrevet af Sara Kadefors og instrueret af Tova Magnusson. Filmen fik premiere den 3. september 2004.

## Handling
19-årige Moa er veganer og lever i en verden af politisk korrekthed. Hun gør alt for at passe ind, men tiltrækkes uhjælpeligt af de forkerte mænd, forkert musik og ting hun ikke burde. Den snobbede André er hende utro, og den eneste hun kan stole på er den seje Jens.

## Medvirkende (i udvalg)
- Alexandra Dahlström som Moa
- Sissela Kyle som Iris
- Magnus Roosmann som Bengt
- Sverrir Gudnason som Conny
- Sebastian Ylvenius som André
- Leo Hallerstam som Jens
- Matias Varela som Hector
- Peter Viitanen som Ola
- Figge Norling som håndværker